# Thaicharmus
Genre
Thaicharmus est un genre de scorpions de la famille des Buthidae.

## Distribution
Les espèces de ce genre se rencontrent en Inde et en Thaïlande,.

## Liste des espèces
Selon The Scorpion Files (24/02/2021) :
- Thaicharmus guptai Mirza, Sanap & Kunte, 2016
- Thaicharmus indicus Kovařík, 2013
- Thaicharmus lowei Kovařík, Soleglad & Fet, 2007
- Thaicharmus mahunkai Kovařík, 1995

## Publication originale
- Kovařík, 1995 : « Review of Scorpionida from Thailand with description of Thaicharmus mahunkai gen. et sp. n. and Lychas krali sp. n. (Buthidae). » Acta Societatis Zoologicae Bohemicae, vol. 59, no 3/4, p. 187-207 (texte intégral).